# Деспина Хараламбиду
Деспина Димитриу Хараламбиду (на гръцки: Δέσποινα Δημητρίου Χαραλαμπίδου) е гръцки политик от Коалицията на радикалната левица.

## Биография
Родена е в 1959 година в македонския град Кукуш, на гръцки Килкис, в земеделско семейство. От 1978 година живее в солунското предградие Харманкьой (Евосмос). Завършва бизнес администрация в Университета на Македония. Участва активно в лявото политическо и синдикално движение. Членува в Комунистическата младеж на Гърция и в Комунистическата партия на Гърция от 1978 г. В 2004 година е сред основателите на Коалицията на радикалната левица. Член е на Централния ѝ политически комитет. Избрана е за депутат от Първи Солунски район на изборите на 17 юни 2012 г.